# Krčmárov žľab
Krčmárov žľab, zkomolená transkripce Karčmarov žľab, Karczmarov žľab, Karczmarzov žľab, ( polsky Żleb Karczmarza) je výrazný žlab svažující se z Lavinovej lávky, nejnižšího úzkého sedla mezi Kotlovým štítem a Čertovou veží v masivu Gerlachovského štítu ve Vysokých Tatrách. Končí nad Dlouhým plesem ve Velické dolině, které se pomalu zanáší nánosy kamenů padajících ze žlabu. Je to jeden z největších tatranských žlabů. Dlouhý je přibližně 800 m, v dolní části je asi 100 metrů široký, v horní jen několik metrů. Většinu roku je vyplněn sněhem. Je to oblíbená horolezecká cesta na vrchol Gerlachovského štítu, stejně však i nebezpečná pro padající kamenné laviny. V žlabu zahynuli mnozí odvážlivci. 

## Název
Transkripce sváděla, že ho pojmenovali podle nějakého zapomenutého horolezce. František Dénes v ročence Uherského karpatského spolku popisuje, jak zde dopadl pytlačícího krčmáře z některé z podtatranských obci. Bezejmenný žlab na památku svého dobrodružství nazval Krčmárovým žlabem podle pytlákova občanského zaměstnání. 

## Prvovýstupy
Prvovýstup žlabem na Gerlachovský štít :
- Ludwig Darmstädter, August Otto a Hans Stabeler, 22. července 1899 - v létě
- Janusz Chmielowski, Karol Jordán, Klemens Bachleda, Johann Franz a Pavol Spitzkopf, 15. ledna 1905 - v zimě

## Turistika
Výstup je možný jen s horským vůdcem.